# Albert Pahimi Padacké
Albert Pahimi Padacké (Pala, 15 novembre 1966) è un politico ciadiano Primo ministro per ben due volte: dal 2016 al 2018, anno della soppressione della carica, fino alla ricostituzione della carica nel 2021.